# Lamont Jones
Lamont Jones (* 26. Juni 1990) ist ein US-amerikanischer Basketballspieler.

## Laufbahn
Jones, der in Manhattan aufwuchs und den Spitznamen „MoMo“ erhielt, spielte an der Rice High School in New York City, an der American Christian School in Aston und dann an der Oak Hill Academy in Mouth of Wilson. 2009 wechselte er an die University of Arizona und spielte dort zwei Jahre, von 2011 bis 2013 folgten zwei Jahre am Iona College. In seiner Universitätsabschlusssaison 2012/13 erzielte Jones für Iona im Durchschnitt 22,6 Punkte pro Partie, dies war in der ersten Division der NCAA USA-weit der drittbeste Wert in dieser statistischen Kategorie.
Seine ersten beiden Jahre als Berufsbasketballspieler verbrachte Jones in Japan und im Nahen Osten, 2015 wechselte er zum finnischen Erstligisten Lapuan Korikobrat und zog innerhalb des Spieljahres 2015/16 zu KK Mornar Basket Bar nach Montenegro weiter. Vom Basketballdienst eurobasket.com wurde Jones nach dem Saisonende als Aufbauspieler des Jahres der montenegrinischen Liga ausgezeichnet.
Nach einem weiteren Jahr bei dem Klub wurde Jones im Vorfeld der Saison 2017/18 vom Bundesliga-Aufsteiger Mitteldeutscher BC verpflichtet. Für den MBC kam er im Verlauf der Saison 2017/18 auf starke 17,2 Punkte pro Begegnung und bereitete je Partie durchschnittlich 3,6 Korberfolge seiner Mannschaftskameraden vor. Im August 2018 holte ihn Bundesliga-Konkurrent Ludwigsburg, auch dort war Jones im Spieljahr 2018/19 mit einem Mittelwert von 12,5 Punkten je Begegnung Leistungsträger. Er blieb in der Bundesliga, wechselte jedoch wieder die Farben und schloss sich in der Sommerpause 2019 den Skyliners Frankfurt an. Nach dem Gastspiel in Frankfurt setzte er seine Laufbahn bei Yalova Basket in der Türkei fort.
Im Vorfeld des Spieljahres 2022/23 ging er zum MBC in die Bundesliga zurück. Im November 2022 wurde der Vertrag mit ihm aufgelöst, Jones erhielt wieder einen Vertrag von Yalova Basket.
Im Dezember 2023 spielte er erstmals für den Al Shorta SC im Irak.